# 雷斯多夫效應
雷斯多夫效應（Von Restorff effect，又稱「萊斯托夫效應」）是指個人對學習材料或所見所聞的資訊，容易記住最特殊的部分的現象。例如：有一些參考書將重要的資料，以不同顏色或特殊的字體標示出來，就是利用雷斯多夫效應來加深讀者的印象。

## 資料來源
- 心理學第四版，葉重新著，P.227
- Von Restorff, H. . Psychological Research. 1933, 18 (1): 299–342. doi:10.1007/BF02409636.